# Supercoppa VTB United League 2024
La Supercoppa VTB United League 2024 è la 4ª Supercoppa della VTB United League, organizzata dalla VTB United League.

## Squadre
Si è disputata tra l'11 e il 14 settembre 2024 presso la VTB Arena di Mosca. Le squadre qualificate sono le migliori quattro squadre al termine della stagione passata più vengono invitate anche due squadre straniere: il Beşiktaş e la Stella Rossa.
1. CSKA Mosca
2. UNICS Kazan'
3. Zenit San Pietroburgo
4. Lokomotiv Kuban'

1. Beşiktaş
2. Stella Rossa

## Fase a gironi

### Gruppo A
| Pos. | Squadra          | G | V | P | PtF | PtS | Diff. | P.ti |
| ---- | ---------------- | - | - | - | --- | --- | ----- | ---- |
| 1.   | CSKA Mosca       | 2 | 2 | 0 | 199 | 187 | +12   | 4    |
| 2.   | Stella Rossa     | 2 | 1 | 1 | 178 | 170 | +8    | 3    |
| 3.   | Lokomotiv Kuban' | 2 | 0 | 2 | 171 | 191 | -20   | 2    |

### Gruppo B
| Pos. | Squadra              | G | V | P | PtF | PtS | Diff. | P.ti |
| ---- | -------------------- | - | - | - | --- | --- | ----- | ---- |
| 1.   | UNICS Kazan'         | 2 | 2 | 0 | 175 | 141 | +34   | 4    |
| 2.   | Zenit S. Pietroburgo | 2 | 1 | 1 | 155 | 158 | -3    | 3    |
| 3.   | Beşiktaş             | 2 | 0 | 2 | 149 | 180 | -31   | 2    |

## Finali

### Finale
|  | Finale       |              |    |  |
|  |              |              |    |  |
|  | CSKA Mosca   | CSKA Mosca   | 87 |  |
|  | UNICS Kazan' | UNICS Kazan' | 72 |  |

| Arbitri: | Il'ja Putenko Evgenij Ostrovskij Jaroslav Orešin |

| |            | |
| Avramović, Ware 15 | Punti      | 19 Taylor |
| Avramović 6 | Assist     | 7 Taylor |
| Jean-Charles 6 | Rimbalzi   | 8 Bako |
| 2 Ware• 6 Trimble• 17 Jean-Charles• 24 M'Baye• 41 Kurbanov 3 Jekiri• 4 Avramović• 7 Uchov• 8 Astapkovič• 9 Karpenko• 11 Antonov• 15 Abdulbasirov | Formazioni | 5 Kulagin• 9 Knight• 12 Taylor• 21 Bako• 27 Lopatin 1 Akoon-Purcell• 2 Belenickij• 3 Reynolds• 4 Komolov• 15 Toropov• 19 Iljuk• 22 Stulenkov |
| Andreas Pistiolīs | Allenatori | Velimir Perasović |

### Finale 3º posto
|  | Finale 3º posto      |                      |    |  |
|  |                      |                      |    |  |
|  | Stella Rossa         | Stella Rossa         | 70 |  |
|  | Zenit S. Pietroburgo | Zenit S. Pietroburgo | 83 |  |

| Arbitri: | Aleksej Davydov Stanislav Valeev Anton Kruglov |

| |            | |
| Miller-McIntyre 20 | Punti      | 19 Bacon |
| Miller-McIntyre 6 | Assist     | 5 Bacon |
| Miller-McIntyre 8 | Rimbalzi   | 8 Moon |
| 0 Miller-McIntyre• 3 Canaan• 10 Lazić• 24 Daum• 33 Plavšić 7 Davidovac• 9 Mitrović• 12 Kalinić• 13 Dobrić• 22 Ilić• 47 Kostić• 99 Yago | Formazioni | 12 Žbanov• 14 Spellman• 15 Moon• 22 Poythress• 24 Bacon 0 Frazier• 1 Ščerbenev• 3 Zacharov• 10 Ryžov• 13 Vol'chin• 32 Hunter• 33 Voroncevič |
| Giannīs Sfairopoulos | Allenatori | Xavier Pascual |

### Finale 5º posto
|  | Finale 5º posto  |                  |    |  |
|  |                  |                  |    |  |
|  | Lokomotiv Kuban' | Lokomotiv Kuban' | 97 |  |
|  | Beşiktaş         | Beşiktaş         | 96 |  |

| Arbitri: | Sergej Beljakov Semen Ovinov Sergej Michajlov |

| |            | |
| Johnson 25 | Punti      | 19 Allman |
| Iščenko 6 | Assist     | 6 Mathews |
| Whaley 8 | Rimbalzi   | 6 Allman, Konan |
| 1 Cleveland• 5 Johnson• 9 Martjuk• 16 Kvitkovskich• 35 Emčenko 4 Vediščev• 7 Temirov• 11 Whaley• 12 Elatoncev• 13 Uzinskij• 23 Iščenko• 31 Anderson | Formazioni | 0 Allman• 5 Needham• 14 Sleva• 30 Martin• 33 Terry 1 Elezaj• 2 Mathews• 6 Uğurlu• 7 Arslan• 9 Morgan• 10 Aksu• 20 Konan |
| Andrej Vediščev | Allenatori | Dušan Alimpijević |